# Business School São Paulo
A Business School São Paulo (BSP), situada em São Paulo, Brasil, é uma instituição de ensino superior privada, certificada pelo Executive MBA Council estadunidense desde sua fundação. Em 2003, tornou-se a primeira escola privada de pós-graduação em administração a obter o credenciamento do MEC.

## Histórico
Fundada em 1994, a BSP foi a primeira escola de negócios do país a oferecer um MBA (o Executive MBA) totalmente em língua inglesa. Em 2002, a revista The Economist citou a BSP como uma das três escolas de negócios mais respeitadas do Brasil. Em 2004, a BSP passou a ser membro da AACSB International (Associação para o Avanço das Faculdades Superiores de Administração). Em 2011, uniu-se à Universidade Anhembi Morumbi, passando a ser a responsável pelos cursos de pós-graduação e extensões em negócios da universidade.